# Waldow (Spreewaldheide)

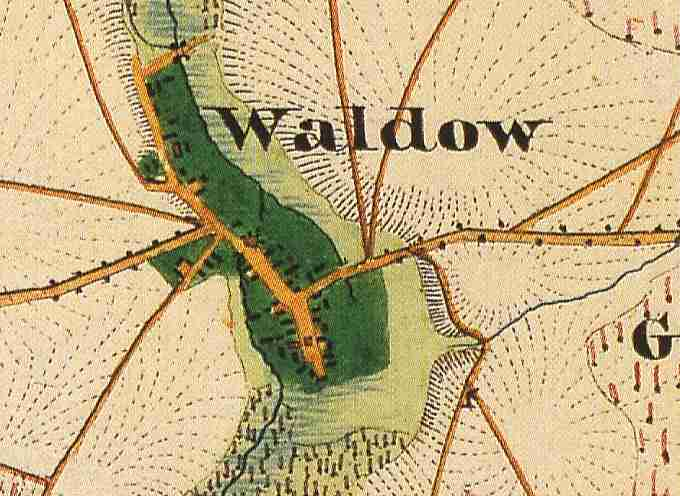
Waldow auf dem Urmesstischblatt 4050 Straupitz von 1846

Waldow, niedersorbisch Waldow, ist ein Ortsteil der Gemeinde Spreewaldheide im Landkreis Dahme-Spreewald (Brandenburg). Es gehörte vom Mittelalter bis 1674 zur Herrschaft Neu Zauche, ab 1674 zum Amt Neu Zauche, das 1874 aufgelöst wurde. Waldow schloss sich 1966 mit Sacrow zur Gemeinde Sacrow-Waldow zusammen. Mit dem im Jahre 2003 erfolgten Zusammenschluss von Sacrow-Waldow, Laasow und Butzen zur Gemeinde Spreewaldheide wurde die Gemeinde Sacrow-Waldow aufgelöst. Seither ist Waldow einer der vier Ortsteile der Gemeinde Spreewaldheide. Die Verwaltungsgeschäfte der Gemeinde führt das Amt Lieberose/Oberspreewald.

## Geographische Lage
Waldow liegt ca. 16 km ostnordöstlich von Lübben (Spreewald), ca. 12 km westsüdwestlich von Lieberose und ca. 5,5 km nördlich von Straupitz. Die Gemarkung grenzt im Norden an Siegadel und Goyatz, im Osten an Mochow, im Süden an Laasow und im Südwesten und Westen an Sacrow. Der Ort ist über die K6109 von Neu Zauche, an Sacrow vorbeiführend zu erreichen oder von Straupitz auf der K6109 von Straupitz über Laasow. Von Waldow gibt es noch eine nach Osten zur L44 führende Verbindungsstraße.
Gemarkung und Ortskern werden vom Ressener Mühlenfließ durchflossen. Höchster Punkt der Gemarkung sind die Babenberge mit 63,7 m, tiefster Punkt das Ressener Mühlenfließ am Übertritt auf die Gemarkung Siegadel mit 47 m. Dem Ressener Mühlenfließ fließen einige von Osten und Westen kommende, kurze Gräben zu. Östlich des Ortskerns wurde erst in neuerer Zeit ein Teich angelegt. Neben dem ca. 100 bis 200 m breiten Niederung des Ressener Mühlenfließes ist die Gemarkung von Waldow durch landwirtschaftlich genutzte Flächen und weite Kiefernwäldern geprägt; besonders der Ost- und Nordteil der Gemarkung ist flächendeckend bewaldet.

## Geschichte
Der Ort Waldow wurde 1420 erstmals urkundlich genannt. Der sich im Wesentlichen Südost-Nordwest erstreckende Ort besteht heute aus zwei Kernen, die durch das Ressener Mühlenfließ recht deutlich voneinander getrennt werden. Der südöstlich des Ressener Mühlenfließ gelegene Teil ist der ältere Teil, ist der Struktur nach ein Sackgassendorf. Der Name wird von einer deutschen Grundform Waldau(e) abgeleitet, aus dem sich später durch Angleichung an andere Ortsnamen der Umgebung Waldo(w) herausbildete. Der Name wäre somit als Siedlung in einer waldreichen Aue oder einer Aue im Wald zu interpretieren.
Der Ort gehörte zum Zeitpunkt der Erstnennung bereits zur Herrschaft Zauche (oder später auch Herrschaft Neu Zauche genannt). Die kleine Adelsherrschaft (Neu) Zauche wurde 1347 erstmals genannt, als die Brüder Hans, Fritz, Rudolph und Berchd, die Söhne des Hentze von der Zuche von Ludwig I., „dem Brandenburger“, dem Markgrafen von Brandenburg und der Lausitz den Lehnsbrief über den Hof zu der Zuche mit allem Zubehör erhielten. Waldow gehörte damals noch nicht zur Herrschaft Zauche. Die weitere Besitzgeschichte der kleinen Herrschaft ist danach zunächst nicht belegt. Laut Lehnsbrief vom 25. April 1420 besaßen die Brüder Konrad, Joachim, Johann, Dietrich und Heinrich von Ihlow, denen die Herrschaft Straupitz gehörte, auch ein Viertel der Herrschaft Neu Zauche, darunter auch Waldow. Zu diesem Zeitpunkt gehörte Waldow nun bereits zum Zubehör der Herrschaft Zauche; es muss als zwischen 1347 und 1420 zur Herrschaft Zauche hinzu erworben worden sein.
Ein Hans von der Zauche war 1422 wieder alleiniger Besitzer der Herrschaft Zauche. Im Jahr 1439 verkauften sechs Brüder von der Zauche Heinrich, Hans, Friedrich, Titze, Günther und Caspar, vermutlich die Söhne des Hans, die Herrschaft Zauche an den (späteren) markbrandenburgischen Kanzler Heinze von Kracht. Dieser wurde am 7. Oktober 1439 mit Neu Zauche, Wußwerk, Alt Zauche, Radensdorf, Caminchen, Sacro, Waldow, Briesen und Goyatz belehnt. Noch vor 1447 verkaufte Heinze von Kracht die Herrschaft Zauche wieder, an den Hans von Clumen (auch Chlumen oder Klumen geschrieben), der in diesem Jahr Landvogtverweser in der Niederlausitz war. 1505 kaufte Werner von der Schulenburg die Herrschaft Neu Zauche von Siegmund von Chlumen. Auf Werner von der Schulenburg folgte sein Sohn Jacob (I.) und 1541 dessen Sohn Georg V. Georg von der Schulenburg starb 1560 ohne Leibeserben und sein Besitz fiel an seinen Vetter Joachim II. von der Schulenburg. Joachim II. starb 1594; ihm folgte sein Sohn Richard III. Am 25. November 1600 starb Richard III. von der Schulenburg in Pieskow ganz unerwartet. Erbe war Joachim VII. von der Schulenburg, der am 27. Februar 1601 den Lehnbrief für alle vom Vater ererbten Güter in der Niederlausitz empfing, darunter auch die Herrschaft Neu Zauche. Der Besitz war zu dieser Zeit bereits stark verschuldet, sodass Joachim einiges von seinem Besitz verkaufen musste. 1619 starb Joachim VII. von der Schulenburg. Zunächst übernahm seine Witwe die Güter. Die Schulden waren bei weitem noch nicht beglichen, so dass sich die Gläubiger die Herrschaften Lübbenau und Neu Zauche abtreten ließen. Am 28. Februar 1623 ging die Herrschaft Neu Zauche mit den Dörfern Wußwerk, Alt Zauche, Radensdorf, Briesen, Sacro, Waldow, Caminchen und Goyatz an den Landesältesten der Niederlausitz Jobst von Bredow. Jobst von Bredow starb am 26. Februar 1626, Erbe der Herrschaft Neu Zauche war der Sohn des Jobst, Achim von Bredow, der 1630 den Lehnsbrief über die Herrschaft Neu Zauche erhielt. Die Bredowschen Erben mussten die Herrschaft Neu Zauche schuldenhalber an Ulrich von Wolfersdorf verpfänden. 1651 verkaufte Achim von Bredow die Herrschaft Neu Zauche endgültig für 42.000 Taler an seinen Schwager Ulrich von Wolfersdorf. Am 8. September 1665 starb Oberstleutnant Ulrich von Wolfersdorf, und am 17. September 1666 erhielten seine Söhne Jan Ulrich und sein Stiefbruder Ulrich Gottfried den Lehnsbrief für die ererbten Güter. Die Herrschaft Neu Zauche fiel an Ulrich Gottfried von Wolfersdorf. Doch auch er konnte die auf der Herrschaft lastenden Schulden nicht abtragen und 1674 wurde die Herrschaft Neu Zauche zwangsversteigert. Der damalige Landesherrn Herzog Christian I. von Sachsen-Merseburg ersteigerte sie für 30.000 Taler und wandelte sie in ein landesherrliches Amt um. In den Anfangszeiten war das Amt verpachtet, später wurde es von Amtmänner verwaltet. Verwaltungssitz war Lübben. Ausgangs des 18. Jahrhunderts wurde es zusammen mit dem Amt Lübben verwaltet, jedoch stets als eigenes Amt behandelt. Ab etwa 1811 wird das Amt Neu Zauche als Rentamt bezeichnet, d. h. das Amt bzw. der Amtmann bewirtschaftete die Vorwerke nicht mehr selber, sondern war nur noch für die Einziehung der Renten zuständig. Das Amt Neu Zauche soll nach Beck et al. 1874 aufgelöst worden sein. Heinrich Berghaus schreibt aber 1855 bereits vom „früheren Amt Neu Zauche“.
1708 lebten sechs Kossäten und ein Büdner in Waldow. 1718 hatte das Dorf 500 Gulden Schatzung. 1723 wurden nun die sechs Kossäten als Bauern bezeichnet. Das Amt hatte außerdem ein Vorwerk im Ort aufgebaut. Nach der Schlacht bei Kunersdorf zog sich Friedrich der Große in die Gegend Fürstenwalde, Beeskow und Lübben zurück. Im weiteren Verlauf schlug er bei Caminchen und Waldow sein Lager auf. In der Mühle von Waldow hatte er vom 31. August bis 4. September 1759 sein Hauptquartier. Damit ist auch erstmals die Wassermühle im Ort belegt (heute an der Stelle Waldower Dorfstraße 18). 1791 sind die obigen sechs Bauern wiederum als Kossäten tituliert. Im Ort wohnten außerdem ein Büdner und „einige“ Häusler. Die Schenke und die Mahl- und Schneidemühle war vererbpachtet. Zum Vorwerk gehörten eine Schäferei und ein Hammelstall. 1818 hatte der Ort 28 Feuerstellen (als Wohngebäude zu verstehen) und 178 Einwohner. Es gab eine Wassermühle mit einer Feuerstelle und neun Einwohnern. Neben dem Vorwerk betrieb das Amt auch eine Schäferei. Es gab eine Schmiede und ein Wirtshaus. Die Einwohner lebten überwiegend von der Landwirtschaft. Einige fertigten auch Holzwaren für Händler in Straupitz. 1824 waren Bewohner von Waldow auch zum Löschen zweier Großbrände nach Alt Zauche geeilt. Dabei waren die Feuerspritzen beschädigt worden, die ihnen von der Feuer-Societät ersetzt wurden. 1832 wurde der Lassbesitz der Bauern in erbliches Eigentum umgewandelt. Die Bevölkerungszahl stieg bis 1840 auf 192 an, die Zahl der Wohngebäude auf 31. Bei den großen Überschwemmungen im Sommer des Jahres 1854, die viele benachbarte Spreewaldgemeinden sehr hart trafen, blieb Waldow verschont; Schäden sind keine bekannt.
1864 wurden ebenfalls 31 Wohngebäude registriert, die Bevölkerungszahl war auf 235 Personen gestiegen. Damit war der Bevölkerungshöchststand erreicht, denn von nun gingen die Zahlen kontinuierlich zurück. Lediglich nach dem Zweiten Weltkrieg war noch ein Anstieg durch den Zuzug von Flüchtlingen zu verzeichnen, der aber nicht mehr den Stand von 1864 erreichte. 1867 wurden die in natura zu leistenden Getreiderenten an das Amt Lübben gegen Geldzahlungen abgelöst. 1870 wurden die den Grundbesitzern in Waldow und anderen Dörfern des Amtes Neu Zauche zustehenden Brennholzrenten im Börnichener Forst und der Sacrow-Caminchener Heide abgelöst 1880 fielen Wanderheuschrecken in die Gemarkung ein. Über Schäden ist aber nichts bekannt.
1895 erfolgte der Neubau der Schule. Der Schulbetrieb ist seit den 1960er Jahren eingestellt. Das ehemalige Schulgebäude steht am Ortsausgang Richtung Sacrow und ist heute ein Wohnhaus.
Im Mai 1904 wurde die Spreewaldbahn von Straupitz nach Goyatz fertig gestellt. Sie führte östlich am Ort vorbei; Waldow erhielt immerhin einen Haltepunkt. Auf der Bahnlinie wurden überwiegend Güter transportiert. 1970 wurde der Verkehr eingestellt und später auch die Gleise abgebaut. Bis in die 1960er Jahre gab es in Waldow einen kleinen Betrieb, der Pilzkonserven herstellte. In Waldow gibt es heute kein nennenswertes Gewerbe mehr. Die landwirtschaftlichen Flächen werden von einigen wenigen Familienbetrieben bewirtschaftet.
| Jahr      | 1818 | 1846 | 1875 | 1890 | 1910 | 1925 | 1939 | 1946 | 1950 | 1964 |
| Einwohner | 178  | 200  | 229  | 191  | 184  | 159  | 134  | 218  | 205  | 140  |

## Politische Zugehörigkeit ab dem 20. Jahrhundert
Waldow war im 20. Jahrhundert eine eigenständige Landgemeinde im damaligen Kreis Lübben. Zum 15. Dezember 1966 schlossen sich die Gemeinden Sacrow und Waldow, damals noch zum Kreis Lübben gehörend zur Gemeinde Sacrow-Waldow zusammen. Im Zuge der Ämterbildung im Land Brandenburg 1992 bildete Sacrow-Waldow zusammen mit neun anderen Gemeinden das Amt Straupitz. 1993 wurde der Kreis Lübben aufgelöst und mit den Kreisen Königs Wusterhausen und Luckau zum Landkreis Dahme-Spreewald zusammengeschlossen. Mit Wirkung zum 20. Dezember 1994 wurde das Amt Straupitz in Amt Oberspreewald umbenannt. In der Gemeindereform im Land Brandenburg wurden zum 26. Oktober 2003 die Gemeinden Butzen, Laasow und Sacrow-Waldow aufgelöst und zur Gemeinde Spreewaldheide zusammengeschlossen. Seither sind Sacrow und Waldow wie auch Butzen und Laasow Ortsteile der Gemeinde Spreewaldheide. Das Amt Oberspreewald wurde 2003 mit dem Amt Lieberose zum Amt Lieberose/Oberspreewald fusioniert.

## Kirchliche Zugehörigkeit
Waldow gehörte kirchlich bis 1718 zur Pfarre Neu Zauche. 1820 war der Ort dagegen nach Zaue eingepfarrt. 1876 wurde es wieder nach Neu Zauche umgepfarrt.

## Vereine
1993 wurde in der damaligen Gemeinde Sacrow-Waldow der Gesangsverein Sacrow-Waldow e. V. gegründet, der heute zu vielen regionalen Veranstaltungen und Dorffesten in der Region Spreewald eingeladen wird. Das Repertoire umfasst Spreewaldlieder, Volkslieder und Lieder aus aller Welt, aber auch spreewaldtypische Tänze in Trachten aus dem Spreewald.
Aktiv ist auch die Freiwillige Feuerwehr Waldow. Im Spritzenhäuschen steht sich noch eine historische Feuerwehrspritze und ein historischer Feuerwehranhänger.

## Denkmäler und Sehenswürdigkeiten
Die Denkmalliste des Landes Brandenburg für den Landkreis Dahme-Spreewald verzeichnet in Waldow keine Baudenkmale und auf der Gemarkung Waldow auch keine Bodendenkmale. Die meisten Häuser im Ort wurde um 1900 erbaut, aber seither stark verändert. Einige haben den typischen Holzvorbau über dem Eingang bewahrt.